# Concilio Lateranense V
Il concilio Lateranense V fu un concilio ecumenico convocato da papa Giulio II e iniziato nella Basilica di San Giovanni in Laterano dal 3 maggio 1512. Il concilio ebbe diverse sessioni e si concluse nel 1517.

## Il"conciliabolo"di Pisa
Dopo essere stato eletto papa, Giulio II promise sotto giuramento che avrebbe presto convocato un Concilio di riforma. Tuttavia, il tempo passò e la sua promessa non venne mantenuta.
In conseguenza di ciò, alcuni cardinali insoddisfatti, sollecitati anche dall'imperatore Massimiliano e da Luigi XII di Francia, convocarono un concilio a Pisa, fissando la data del 1º settembre 1511 per la sua apertura.
Questo evento fu rimandato fino al 1º ottobre.
Quindi quattro cardinali, con le procure dei tre cardinali assenti, si incontrarono a Pisa.
Anche numerosi vescovi ed abati si incontrarono lì così come ambasciatori del Re di Francia.
Si tennero sette o otto sessioni e, durante l'ultima di queste, papa Giulio II venne sospeso, dopodiché i prelati si trasferirono a Lione.

## La convocazione del concilio

Giulio II, Bulla monitorii et declarationis, 1511

Il Papa fece presto opposizione a questo “conciliabolo” con un ben più numeroso concilio che convocò, con bolla papale del 18 luglio 1511, per il 19 aprile 1512 nella Basilica di San Giovanni in Laterano (il Quinto Concilio in Laterano). La bolla fu allo stesso tempo un documento canonico e polemico. Mediante essa il Papa rigettò, una per una, le ragioni addotte dai cardinali per il loro “conciliabolo” di Pisa. Dichiarò che il suo atteggiamento prima della sua elezione a Pontefice era stato espressione del suo sincero desiderio di convocare il concilio; che fin dalla sua nomina aveva sempre cercato l'occasione adatta per convocarlo; che per questa ragione egli aveva cercato di ristabilire la pace tra i principi cristiani; che le guerre che si erano scatenate contro la sua volontà non avevano altro fine se non il ristabilirsi dell'autorità pontificia negli Stati della Chiesa.
Rimproverò, quindi, i cardinali ribelli per la loro condotta e per l'inopportunità di convocare la Chiesa universale indipendentemente dal suo capo. Fece loro notare che i tre mesi da loro fissati per l'assemblea di tutti i vescovi a Pisa erano un tempo insufficiente, e che la suddetta città non aveva nessun requisito necessario per un'assemblea di tale importanza.
Infine dichiarò che nessuna importanza poteva essere attribuita all'iniziativa dei cardinali. La bolla fu firmata da 21 cardinali.

## L'apertura e gli atti del concilio

Cristoforo Marcello, In quarta Lateranensis Concilii sessione habita oratio, 1513

Luigi XII di Francia, Litterae super abrogatione pragmatice sanctionis, 1512

La vittoria dei francesi a Ravenna (11 aprile 1512) impedì l'apertura del concilio fino al 3 maggio, quando i padri si incontrarono nella basilica del Laterano. Erano presenti 15 cardinali, i patriarchi di Alessandria e Antiochia, 10 arcivescovi, 56 vescovi, alcuni abati e capi di ordini religiosi, l'ambasciatore di Ferdinando II d'Aragona, e quelli di Venezia e Firenze. I lavori furono aperti da una prolusione dell'agostiniano Egidio da Viterbo, che denunciò senza remore i mali della Chiesa, suscitando profonda emozione nell'assemblea; di questa prolusione è rimasta celebre la frase: Sono gli uomini che devono essere trasformati dalla religione, non la religione dagli uomini.
I decreti conciliari furono pubblicati sotto forma di bolle pontificie. Convocata da Giulio II, l'assemblea gli sopravvisse, continuò sotto papa Leone X, e tenne la sua dodicesima ed ultima sessione il 16 marzo 1517. Durante la terza sessione Matthäus Lang von Wellenburg, vescovo di Gurk, che aveva rappresentato Massimiliano al Concilio di Tours, lesse un atto con il quale l'imperatore ripudiava tutto ciò che era stato fatto ai concili di Tours e di Pisa. Durante la quarta sessione l'avvocatura del concilio chiese la revoca della Sanzione Pragmatica di Bourges. Nell'ottava (17 dicembre 1513), venne letto un documento di re Luigi XII, che disconosceva il Concilio di Pisa e aderiva al Concilio Laterano.
Durante le varie sessioni del concilio, furono emanati, sotto forma di bolle pontificie, diversi decreti, alcuni dottrinali ed altri di riforma:
- Cum Tam Divino: Giulio II fece promulgare dal concilio una sua bolla, già pubblicata il 19 febbraio 1505, sulla invalidità delle elezioni pontificie macchiate di simonia;
- Apostolici Regiminis: pubblicata da Leone X il 19 dicembre 1513, sull'immortalità dell'anima (contro le teorie filosofiche degli averroisti) e sulla sottomissione della verità filosofica a quella teologica;
- Supernae Dispositionis: pubblicata da Leone X il 5 maggio 1514 come decreto di riforma della Curia romana; essa riguarda inoltre la libertà ecclesiastica e la dignità episcopale e condanna alcune esenzioni non autorizzate;
- Regimini Universalis Ecclesiae: pubblicata da Leone X il 4 maggio 1515, per riformare alcuni abusi presenti nella Chiesa, e rispondere in questo modo all'invocazione di riforma in capite et membris che proveniva dalla base;
- Inter Sollicitudines: pubblicata da Leone X il 4 maggio 1515, essa riguarda la censura preventiva dei libri, la cui stampa deve essere autorizzata dalla Chiesa, pena la scomunica;
- Inter Multiplices: pubblicata da Leone X il 4 maggio 1515, essa sancisce la liceità dei Monti di pietà allo scopo di aiutare le persone povere che necessitavano di aiuto nel modo più favorevole;
- Supremae Maiestatis: pubblicata da Leone X il 19 dicembre 1516, essa stabilisce nuove norme circa la predicazione dei chierici;
- Dum Intra Mentis: pubblicata da Leone X il 19 dicembre 1516, riguarda i religiosi e i loro privilegi.

I Padri conciliari poi ordinarono una citazione perentoria contro i francesi riguardo alla Sanzione Pragmatica. Quest'ultima fu solennemente revocata e condannata e venne approvato il concordato con Francesco I di Francia durante l'undicesima sessione (19 dicembre 1516). Infine il concilio promulgò un decreto che prescriveva la guerra contro i Turchi e ordinava l'imposizione delle decime su tutti i benefici ecclesiastici nel mondo cristiano per tre anni.